# Cuanza Sul
Cuanza Sul är en provins i Angola. Den ligger i den västra delen av landet, 300 km sydost om huvudstaden Luanda. Antalet invånare är 653 121. Arean är 55 600 kvadratkilometer. Cuanza Sul gränsar till Bengo, Cuanza Norte, Malanje, Bié, Huambo och Benguela. Sumbe är huvudstad i provinsen.
Cuanza Sul delas in i:
- Município Waku Kungo
- Município Sumbe
- Município Seles
- Município Quilenda
- Município Quibala
- Município Porto Amboim
- Município Mussende
- Município Libolo
- Município Ebo
- Município Conda
- Município Cassongue
- Município Amboim